# Застава Вануатуа
Застава Вануатуа је усвојена 13. фебруара 1980, након стицања независности. Боје на застави су преузете са заставе Вануатуанске партије која је предводила покрет за независност. 
Зелена боја представља богатство острва, црвена крв људи и вепрова, а црна Меланежански народ. Премијер Вануатуа је инсистирао на жутој ивици ради истицања црне боје док жути ипсилон симболизује мир и "светлост хришћанства која се шири архипелагом". 
Амблем на црној површини је вепрова кљова - симбол богатства који се на острвима носи као привезак; поред се налазе два листа локалне папрати које представљају мир и 39 чланова Парламента Вануатуа.

## Галерија
- Застава морнарице